# Watersipora arcuata
Watersipora arcuata är en mossdjursart som beskrevs av Banta 1969. Watersipora arcuata ingår i släktet Watersipora och familjen Watersiporidae.
Artens utbredningsområde är havet kring Nya Zeeland. Inga underarter finns listade i Catalogue of Life.